# Qualité Tourisme
Qualité Tourisme est une marque mise en place par l'État français en 2005 pour labelliser les différents professionnels et institutionnels œuvrant dans le secteur du tourisme. La marque permet de reconnaître les entreprises proposant des prestations de qualité. Sa fin est programmée le 31 décembre 2026.

## Genèse
Un plan Qualité Tourisme a été initié lors du comité interministériel du 9 septembre 2003 afin d'améliorer l'image de la France, développer les emplois et créer de la richesse. La marque Qualité Tourisme a été déposée par le ministère délégué au Tourisme en 2005. En 2011 elle dépend de la Sous-direction du Tourisme rattachée à la Direction générale de la compétitivité, de l'industrie et des services du Ministère de l'artisanat, du commerce et du tourisme.
La marque Qualité Tourisme vise un triple objectif de garantir aux touristes des prestations de qualité, de fédérer les démarches engagées par les professionnels du tourisme dans tous les secteurs d’activité et sur l’ensemble du territoire français et de donner à la France une image d’excellence qui cultive son accueil, renforce ses savoir- faire et valorise son patrimoine. La marque Qualité Tourisme a pour objectif ultime d’orienter les visiteurs vers les professionnels engagés à les satisfaire.
Le slogan de la marque Qualité Tourisme est : « Signe extérieur de confiance ».
La marque devient un label d'État en 2024, année où sa disparition est programmée pour le 31 décembre 2026. Il est remplacé par le label Destination d'excellence,.

## Obtention du label
L'obtention de la marque Qualité Tourisme se fait  après un audit externe réalisé par un cabinet extérieur indépendant.

### Critères
La marque sanctionne notamment une démarche qualité respectant les règles d'hygiène et de sécurité, le classement réglementaire (le cas échéant), les engagements nationaux de qualité, le traitement obligatoire des réclamations des clients et la mise à disposition d'un questionnaire de satisfaction de la clientèle dans chaque établissement.
La démarche qualité doit porter notamment sur :
- l'information et la communication : il s'agit de donner aux clients une information claire, précise et complète, au téléphone comme sur le site (signalisation, enseignes, etc.).
- l'accueil personnalisé : amabilité, courtoisie, chaleur et sourire, disponibilité, attention...
- la compétence du personnel : prise en compte rapide et complète du client, conseil, recherche des informations adaptées, pratique des langues étrangères.
- le confort des lieux : entretien et propreté, végétation et espaces verts, lieux d'accueil et de détente, mobilier confortable.
- la propreté et entretien des lieux : hygiène, bon état des différents équipements (sanitaires, mobiliers, cuisines...).
- la valorisation des ressources locales : mise à disposition de boissons et de plats régionaux, informations des clients sur les curiosités touristiques du territoire.

### Adhésion à une démarche qualité selon la branche professionnelle
La marque peut être attribuée à différents prestataires de tourisme tels que : hébergements, restauration, cafés, brasseries, palais des congrès, agences de voyages et de locations saisonnières, transports, offices de tourisme, lieux de visites (comme les musées).
Un professionnel a généralement trois possibilités pour adhérer à une démarche qualité reconnue par le plan Qualité Tourisme mais les modalités d'adhésion sont propres à chaque secteur professionnel : 
- adhérer à une démarche de métier, quand elle existe (par exemple : « Restaurateurs de France » et « Cuisineries Gourmandes » pour les restaurants, « HOTELcert » pour l'hôtellerie, « Camping Qualité » pour les campings, « Café brasserie de qualité » pour les bars et les brasseries, la démarche qualité de la « FNOTSI » et la norme NF 50-730 pour les Offices de tourisme)
- intégrer un réseau ayant préalablement reçu délégation par la direction ministérielle du Tourisme pour délivrer ensuite lui-même la marque Qualité Tourisme, par exemple un certain nombre de grandes chaînes hôtelières (Best Western, Contact Hôtel, Logis de France...)[6] ou de restauration, ou la fédération des écomusées-FEMS, etc[7].
- adhérer à une démarche territoriale conduite par les différents institutionnels (CDT, CCI, OT, Région) reconnue par le plan Qualité Tourisme (par exemple : « Normandie Qualité Tourisme », « Rhône-Alpes -ETQAR », « PACA-Corse », « Touraine-Val de Loire », « Qualité Tourisme Occitanie Sud de France», « Auvergne » ou « la Martinique-fleur des Caraïbe »)[7] ; c'est alors le préfet de région après avis du comité régional de gestion de la marque, animé par le délégué régional au Tourisme qui délivrera la marque.